# 法庭之友
法庭之友（複數形為，英文直譯為），又譯法院之友，法律名詞，指「不屬訴訟一方而主動或應法庭邀請就案件提供意見或協助的人」。該概念最初源自於羅馬法，後被英美習慣法所繼承。
法庭之友不是訴訟當事人的任何一方；可能是出於自願之下，或是回應訴訟双方的當事人請求，法庭之友提出相關資訊與法律解釋的法律文書給法庭，以協助訴訟進行，或讓法官更了解爭議的所在。提出這種法律文書的人，就被稱為法庭之友。法庭之友提交给法庭的文书是影响法庭裁判的重要工具。他可以支持诉讼的任一方，也可以单独主张自己的观点。法庭之友可以就案件的裁判请求法庭做出特别的行动，也可以仅仅就某项法律或程序阐述观点。总之，法庭之友通过搭乘诉讼案件的便车，向法庭陈述观点，以期达成影响案件判决、解释法律、甚至是推动公共政策、影响政治过程的目的。
早期的法庭之友必须经过法庭的批准才可以提交文书。后来，法庭放宽了要求，准许任何声称并可以表明对所裁判案件或事由有利害关系的组织或个人提交文书。

## 外部連結
- Wiktionary
- Merriam-Webster Online Dictionary （页面存档备份，存于）
- Dictionary – MSN Encarta( 2009-10-31)
- Definitions from Dictionary.com （页面存档备份，存于）
- The Free Online Dictionary, Thesaurus and Encyclopedia （页面存档备份，存于）